# Gary Vaynerchuk
Gary Vaynerchuk (né Gennady Aleksandrovitch Vaynerchuk, en russe : Геннадий Александрович Вайнерчук et en biélorusse : Генадзь Аляксандравіч Вайнярчук, le 14 novembre 1975) est un entrepreneur américain, auteur.

## Biographie
Né en Union soviétique, Vaynerchuk émigre aux États-Unis en 1978. Gary et sa famille vivent à neuf dans un studio situé dans le quartier de Queens, New York. À l’âge de 14 ans, il intègre l’entreprise familiale de vente de vins au détail. Vaynerchuk étudie au Mount Ida College à Newton, Massachusetts et obtient son diplôme en 1998.
En 1999, il reprend la boutique de son père Wine Library, lance un site de vente en ligne et, en 2006, crée Wine Library TV, un webcast quotidien sur le vin.
Le chiffre d’affaires passe de 3 millions de $ à 60 millions de $ par an, en 2005. En août 2011, Vaynerchuk annonce qu’il quitte Wine Library pour se consacrer à VaynerMedia, l’agence numérique qu’il a cofondée avec son frère en 2009.
En 2009, Gary et son frère AJ Vaynerchuk fondent Vayner Media, une agence numérique axée sur les réseaux sociaux.
Il apparaît comme un pionnier du marketing numérique et des réseaux sociaux, à la barre des deux groupes new-yorkais VaynerMedia et VaynerX,,.
En 2017 le Wall Street Journal annonce la création par Vaynerchuk de The Gallery, une nouvelle société qui héberge PureWow après son acquisition par Vaynerchuk et RSE Ventures avec d’autres propriétés de medias et de contenus créatifs.
Il réalise plusieurs investissements personnels,,.

## Communication
Planet of the Apps est une série de télé réalité à laquelle participent régulièrement Vaynerchuk, will.i.am, Jessica Alba et Gwyneth Paltrow,.
DailyVee est une série quotidienne de documentaires vidéo sur YouTube qui relate la vie de Vaynerchuk en tant que père, homme d’affaires et PDG,.

L’émission The #AskGaryVee Show sur YouTube recueille des questions de Twitter et Instagram et improvise des réponses immédiates.
Vaynerchuk a tenu un blog vidéo sur YouTube intitulé Wine Library TV (WLTV ou The Thunder Show) de 2006 à 2011, qui présentait des critiques de vins, des dégustations et des conseils sur le vin.

## Ouvrages
- Day Trading Attention (2024)
- #AskGaryVee: One Entrepreneur's Take on Leadership, Social Media, and Self-Awareness Hardcover (2016)  (ISBN 0062273124)

- Jab, Jab, Jab Right Hook (2013)  (ISBN 1594868824)

- The Thank You Economy (2011)  (ISBN 0061914185)

- Crush It!: Why NOW Is the Time to Cash In on Your Passion (2009)  (ISBN 0061914177)

- Gary Vaynerchuk's 101 Wines: Guaranteed to Inspire, Delight, and Bring Thunder to Your World' (2008)  (ISBN 1594868824)